# Herniczkowie herbu Kotwicz

Herb Kotwicz

Herniczkowie herbu Kotwicz – żyjący do dziś , polski ród szlachecki, prawdopodobnie pochodzenia czeskiego.

## Historia
Według tradycji Herniczkowie to polska szlachta pochodzenia czeskiego. Herbarz Uruskiego podaje, że w XVII w. dziedziczyli Śliwoszki w ziemi mielnickiej. Na początku XIX w. rodzina wylegitymowała się szlachectwem w guberni wołyńskiej.
W I połowie XIX w. Franciszek Herniczek wraz z żoną Teklą z Kamieńskich osiedlił się w Królestwie Polskim. Jego potomkowie byli związani z licznymi dobrami, przede wszystkim w guberni radomskiej. Były to m.in.:
- Potoczek - Franciszka Herniczka, a następnie jego syna Stanisława, ożenionego z córką gen. Ignacego Prądzyńskiego - Heleną
- klucz grabowiecki (Grabówka, Boiska, Magazyn) - Jana Herniczka (syna Franciszka), ożenionego z Gertrudą z Wolanowskich
- Wola Siennińska k. Sienna - Konstantego Herniczka (syna Franciszka)[4], ożenionego z Teklą z Kiewliczów
- Ruda Kościelna - Antoniego Herniczka (syna Franciszka) i jego szwagrów: Teofila Nowakowskiego i Józefa Targowskiego[5]
- Jedlanka - Ignacego Herniczka (syna Franciszka), ożenionego z Wandą z Kiewliczów
- Prędocin - Stanisława Herniczka (syna Ignacego i Wandy z Kiewliczów)[6]
- Bronowice (z Kajetanowem, Łękami i Sarnowem) - Kazimierza Herniczka (syna Stanisława i Heleny z Prądzyńskich)[2]
- Zakrzew - Jana Herniczka (syna Ignacego i Wandy z Kiewliczów)[7]

Anna z Herniczków Targowska (córka Franciszka i Tekli z Kamieńskich) była babką polskiego polityka i dyplomaty Józefa Targowskiego.